# Oleksiy Semenenko
Oleksiy Semenenko (tiếng Ukraina: Олексій Семененко, đã Latinh hoá: Oleksiy Semenenko; sinh năm 1988) là một nghệ sĩ vĩ cầm cổ điển người Đức gốc Ukraina. Semeneko đã giành giải nhì hạng mục vĩ cầm tại Cuộc thi Nữ hoàng Elisabeth ở Brussels năm 2015, đồng thời anh đã biểu diễn ở khắp Châu Âu và Hoa Kỳ với tư cách là nghệ sĩ độc tấu và nghệ sĩ nhạc thính phòng. Anh giảng dạy tại Đại học Nghệ thuật Folkwang ở Vùng Ruhr của Đức.

## Sự nghiệp
Semenenko sinh ra tại Odessa. Anh được đào tạo vĩ cầm và nhạc thính phòng, ban đầu ở Ukraina, sau đó tại Đại học Âm nhạc và Khiêu vũ Cologne dưới sự dẫn dắt của Zakhar Bron và Harald Schoneweg, và cuối cùng tốt nghiệp với kỳ thi hòa nhạc. Anh giành được giải thưởng trong cuộc thi Young Concert Artists Auditions ở Thành phố New York vào năm 2012 và giải nhì tại Cuộc thi Nữ hoàng Elisabeth ở Brussels năm 2015. Semenenko đã biểu diễn tại Wigmore Hall ở Luân Đôn, Berliner Philharmonie, nhà hát Benaroya của Seattle, trung tâm biểu diễn nghệ thuật Kennedy tại Washington, Kölner Philharmonie, Trung tâm Mỹ thuật ở Brussels, Alice Tully Hall ở thành phố New York, Philharmonie của Moskva, và Concertgebouw ở Amsterdam.
Semenenko cũng thường biểu diễn độc tấu với vợ là nghệ sĩ dương cầm Inna Firsova. Anh cũng là người thành lập nhóm tứ tấu đàn dây Stolyarsky, biểu diễn chủ yếu ở Pháp, Malta, Nga, Thụy Sĩ và Ukraina. Sau đó, anh trở thành công dân Đức, và từ năm 2021 thì giảng dạy bộ môn vĩ cầm tại Đại học Nghệ thuật Folkwang.
Semenenko khi này vốn là người có cả hộ chiếu Đức và Ukraine. Anh đã biểu diễn một buổi hòa nhạc ở Kyiv vào ngày 23 tháng 2 năm 2022, chỉ một ngày trước khi Nga xâm lược Ukraine. Vì nhập cảnh vào đất nước với hộ chiếu Ukraine của mình, Semenenko đã bị ngăn cản rời khỏi đất nước sau cuộc xâm lược vì anh bị cho là "có thể chất, khỏe mạnh".  Anh đã phải đến tận Lviv bằng tàu hỏa. Tại nơi đây nam nghệ sĩ đã chơi một buổi hòa nhạc bằng video từ thiện vào ngày 23 tháng 3 năm 2022 cùng nghệ sĩ dương cầm Antonii Baryshevskyi và những người khác nhằm động viên tinh thần những đồng nghiệp bị ảnh hưởng bởi bom đạn. Anh cũng biểu diễn ở trường dạy nhạc cho học sinh và cả phụ huynh. Vợ của anh đã đệ trình hộ chiếu Đức của Semenenko và sau bốn tuần, anh và 7 nhạc sĩ khác mới được phép rời khỏi đất nước.
Anh là nghệ sĩ độc tấu trong một loạt các buổi hòa nhạc tại Đức của Dàn nhạc giao hưởng Kyiv. Luigi Gprisro là chỉ huy trưởng của dàn nhạc. Chương trình tập trung vào âm nhạc của các nhà soạn nhạc Ukraina, kết hợp "Giao hưởng số 3" của Berezovsky với "Poème" của Chausson, "Melody cung la thứ" của Skoryk  (1982) và "Giao hưởng số 3" của Lyatoshynsky, Op. 50 (1951), với chương trình "Hòa bình sẽ chinh phục chiến tranh" trong chương nhạc cuối cùng. Sau màn độc tấu tác phẩm "Melody", anh chơi phần tiểu phẩm thêm vào của một bản Serenade độc tấu vĩ cầm của Valentyn Silvestrov, đôi khi có một điệu pianissimo "cực kỳ mê hoặc" ("bis zu einem extremen, in höchstem Maße magnetischen Pianissimo").
Semenenko chơi một cây vĩ cầm do Carlo Ferdinando Landolfi chế tác năm 1770, được cho mượn bởi Deutsche Stiftung Musikleben, một tổ chức thúc đấy sự phát triển âm nhạc của Đức.